# 师宗州
师宗州，元朝时设置的州。
至元二十七年（1290年）以师宗部改置，治所在今云南省师宗县。属广西路。辖境相当今云南省师宗县。清朝乾隆三十五年（1770年）降为县。 